# Siemens ES64P
Die ES64P ist eine Lokomotive für den schweren Güterzugverkehr sowie für den schnellen Reiseverkehr. Sie ist der Prototyp der EuroSprinter-Familie und war als Erprobungsträger für neue Komponenten und umweltfreundliche Materialien bei der Deutschen Bahn als 127 001 im Einsatz.

## Geschichte
Aus der deutschen Baureihe 120.1 wurden die Baureihen 252 der spanischen Red Nacional de los Ferrocarriles Españoles (RENFE) und 5600 der portugiesischen Comboios de Portugal (CP) abgeleitet. Die ersten 15 Lokomotiven für die RENFE wurden bereits 1989 bestellt und 1991 regelspurig ausgeliefert, also bevor der eigentliche Prototyp entstanden ist. Dieser wurde 1992 mit wenigen Änderungen als 16. Exemplar mit der Fabriknummer 20075 nach dem Bau der Baureihe 252 für Spanien mit einer auf 6400 kW gesteigerten Leistung gebaut. Die Lokomotiven der Baureihe 252 sind wegen der geforderten Zweisystemfähigkeit etwas länger als dieser Prototyp (20 380 Millimeter) und verfügen über klimatisierte Führerstände, ihre Leistung beträgt 5600 kW. Sie können unter 3 kV Gleich- und 25 kV Wechselspannung eingesetzt werden. Abgeleitet aus dem Prototyp wurden die Lokomotiven der OSE-Baureihe 120.
Der Prototyp 127 001 wurde zur Erprobung des Drehstromantriebs in Elektrolokomotiven hergestellt und kann daher als „Urmutter“ der aktuellen Siemens-Drehstromlokomotiven bezeichnet werden. Mit einer Geschwindigkeit von 310 km/h stellte die 127 001 am 6. August 1993 auf der Schnellfahrstrecke Hannover–Würzburg zwischen Würzburg und Fulda einen neuen Weltrekord für Drehstromlokomotiven auf.
Die Lokomotive wurde nach Ende der Versuchsfahrten zur Präsentation der Leistungsfähigkeit zu Demonstrationsfahrten im europäischen Ausland, unter anderem in Norwegen, Schweden und der Schweiz genutzt, anschließend folgte der Einsatz vor Reisezügen der Deutschen Bahn. 2002 erfolgte die Eingliederung in den Dispolok-Pool, was mit einer Änderung der Farbgebung der Führerstände von Rot in das Dispolok-übliche Gelb einherging. Seit dem Jahr 2009 wird die Lokomotive im Bestand des Prüfcenters Wegberg-Wildenrath als PCW 8 geführt. Sie wird vor allem für Überführungsfahrten von für ausländische Betreiber bestimmten Lokomotiven und Triebwagen eingesetzt, die nicht für das deutsche 15-kV-System ausgelegt oder nicht zugelassen sind.
Seit 2010 ist die Lokomotive an die RailAdventure GmbH, München, vermietet.